# Joop van Baaren
Johannes Izak (Joop) van Baaren (Utrecht, 8 oktober 1914 — Amstelveen, 17 maart 1998) was een Nederlandse christelijke auteur en uitgever en ex-vrijmetselaar.
Hij werd vooral bekend door zijn vele boekjes en brochures over religie, esoterie, cultuur en ethiek die verschenen van 1969 tot 1998. Zijn brochures waren vooral kenmerkend door het vaste formaat waarin deze gepubliceerd werden. Iedere boekwinkel kon de boekjes op eenvoudige wijze in een kaartenmolen plaatsen. Daarnaast werden alle brochures duidelijk geschreven vanuit zijn eigen persoonlijke christelijke levensovertuiging. Veel brochures, die echter uitsluitend de persoonlijke visie van de schrijver bevatte, kregen daarom als ondertitel mee in het licht van de bijbel. Andere bekende thema's waar Van Baaren over publiceerde waren vrijmetselarij, Israël, jodendom, judaïsme, eindtijd en Heilige Geest.
Voor het schrijven van ieder brochure deed hij eerst bronnenonderzoek in de literatuur van de nieuwe religieuze beweging waarover hij wilde schrijven. Regelmatig publiceerde hij over bewegingen waar nog niemand over had gehoord. Ook wees hij in zijn boeken regelmatig op toekomstige ontwikkelingen in de maatschappij die bij het algemeen publiek niet bekend waren. Zo begon Van Baaren aan het eind van de jaren zeventig te schrijven over de opkomst van de New Age-beweging en de komende computermaatschappij.
Alle boeken en brochures van hem verschenen bij christelijke uitgeverij Moria waar Van Baaren bestuurslid van was.
Hij overleed op 84-jarige leeftijd. Na zijn overlijden heeft Moria nog een aantal jaren de distributie gecontinueerd maar in 2002 werd Moria een fonds van Importantia Publishing, alwaar de boeken van Joop van Baaren nog steeds uitgegeven worden.